# United States Revenue Cutter Service

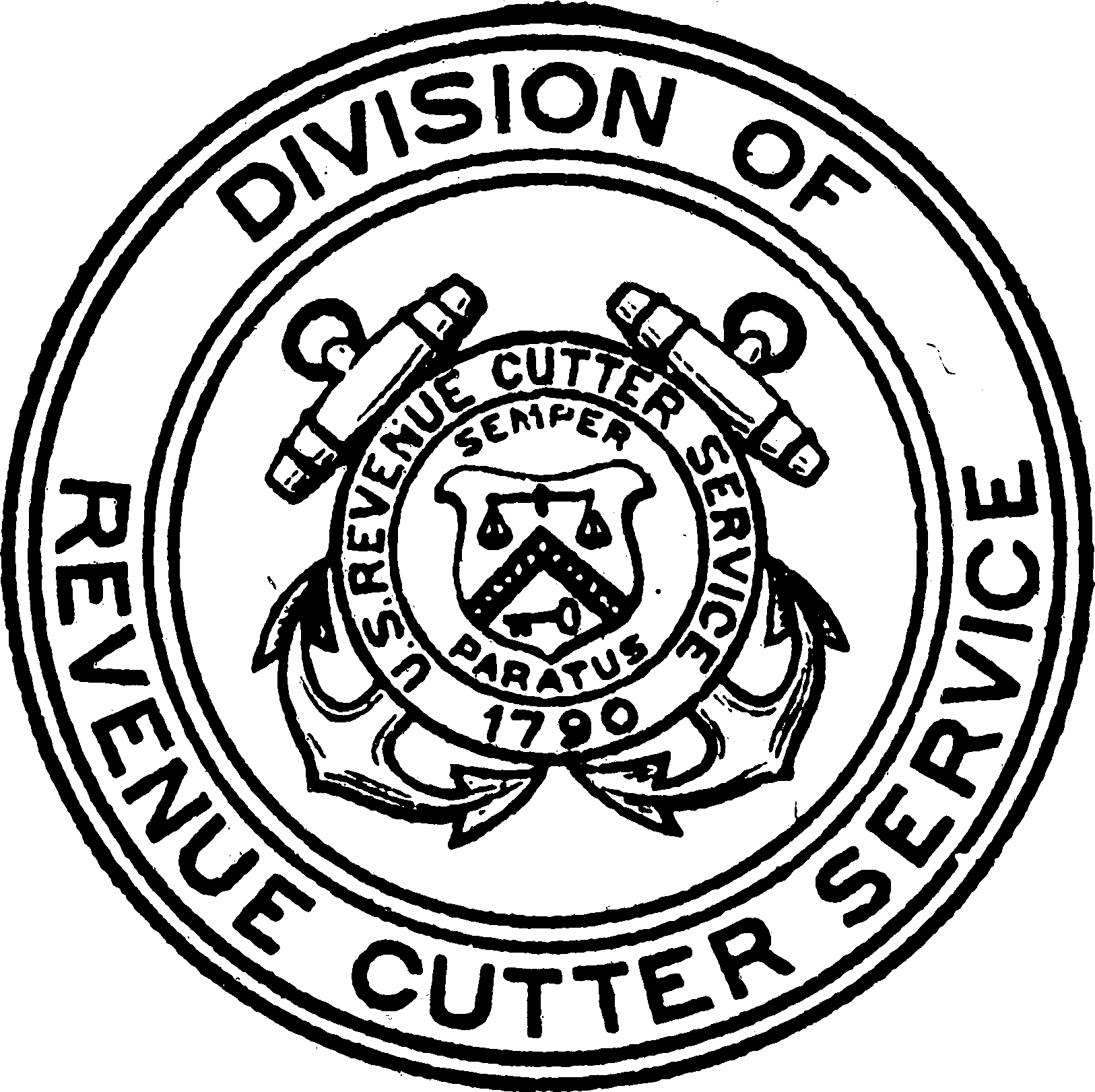
Zegel van de United States Revenue Cutter Service

De United States Revenue Cutter Service (USRC) was een maritieme dienst die door de Amerikaanse minister van financiën Alexander Hamilton in 1790 werd opgericht als een bewapende wetshandhaver op zee. Tijdens zijn hele bestaan viel de Revenue Cutter Service onder het United States Department of the Treasury. In 1915 fuseerde de dienst met de Life-Saving Service tot de United States Coast Guard.

## De behoefte voor de Revenue Cutter Service
Meteen na de Onafhankelijkheidsoorlog hadden de nieuw opgerichte Verenigde Staten van Amerika moeite om financieel boven water te blijven. Nationaal inkomen was hoognodig en een groot deel van het inkomen kwam van invoerbelastingen. Door het vele smokkelen was er behoefte aan strenge handhaving van de belastingen. Op 4 augustus 1790 richtte het Amerikaanse Congres, op aandringen van minister van financiën Alexander Hamilton, de Revenue-Marine op, die in 1862 omgedoopt werd tot Revenue Cutter Service. De Revenue-Marine kreeg de taak tot het handhaven van de belastingwetten en alle andere maritieme wetten. In 1832 besloot minister van financiën Louis McLane dat de revenue cutters wintertrips moesten maken om zeevaarders in nood te helpen en het Congres maakte dit een officieel onderdeel van het takenpakket in 1837. Dit was het begin van de levensreddende missie waar de latere US Coast Guard wereldwijde bekendheid mee zou krijgen.

## Het begin
In eerste instantie werden er tien cutters besteld. Tussen 1790 en 1798 was de Revenue-Marine de enige bewapende maritieme dienst van de Verenigde Staten. De kapiteins van de cutters stonden onder direct commando van de Douane van de haven waar ze gestationeerd waren. Alle betalingen aan de bemanning, verzoeken voor voorraden, reparaties van de cutters en missie-specifieke taken kwamen direct van de douane van de betreffende haven. Orders aan de individuele cutters waren heel ruim opgesteld en liet de kapiteins toe te handelen naar eigen inzicht.
Tijdens de Quasi-oorlog met Frankrijk in 1798-1801 werd de US Navy opgericht en vocht de Revenue-Marine zij aan zij met de US Navy en veroverde of hielp mee met de verovering van 20 Franse schepen. Tien hiervan werden veroverd door de USRC Pickering.
Na 1794 begon de Revenue-Marine slavenschepen te onderscheppen die illegaal slaven importeerden in de VS. Het bekendste incident is de zaak van de schoener La Amistad, onderschept voor de kust van Long Island door de USRC Washington. Terwijl er niemand van de bemanning aan boord was toen de Revenue Service aan boord ging, werd het schip geëscorteerd naar New Haven, waar het proces, beroemd geworden door de film Amistad, werd gehouden.
De Revenue Cutters werden toegewezen aan het handhaven van de zeer impopulaire Embargo Act van 1807, die bijna alle Europese handel, zowel import als export via Amerikaanse havens verbood. De wet gold tot 1810.

## De Oorlog van 1812
In oorlogstijd werd de Revenue-Marine geplaatst onder commando van de United States Navy en de cutters in militaire dienst. In de Oorlog van 1812 tegen Groot-Brittannië maakte een Revenue Cutter de eerste Amerikaanse verovering van een vijandelijk schip. De cutter Jefferson was de eerste die een Brits handelsschip, de Patriot, veroverde in juni 1812.
De kleine Revenue Cutter Surveyor, met een bemanning van 16 en een bewapening van zes 12 ponds carronades, lag voor anker in de York River in de nacht van 12 juni 1813, toen een 90-man sterk leger van het Britse fregat HMS Narcissus haar aanvielen. De zeelieden van de Service, onder het commando van kapitein William S. Travis, waren verrast door de aanval, en de carronades konden niet worden gebruikt. Na een fel gevecht dat eindigde met vijf Amerikanen gewond en drie Britten dood, was de Surveyor veroverd. Later gaf Kapitein Crerie van de Narcissus kapitein Travis zijn zwaard terug, een ongewoon gebaar van respect voor zijn verdediging van de Surveyor.
Op 11 oktober 1814 kwam de Revenue cutter Eagle de veel grotere Britse brigantijn Dispatch tegen, die de Suzan bewaakte, een veroverd Amerikaans handelsschip. De Eagle had veel minder kanonnen dan de Dispatch en kapitein Frederick Lee liet de Eagle op het strand bij Long Island lopen om zinken te voorkomen. Nog niet verslagen sleepte de bemanning een kanon van de Eagle op een 50 meter hoge klif en bleef vuren op de Dispatch. Toen de Amerikanen geen kanonskogels meer hadden gaven ze zich niet over, maar gebruikten ze de kogels die door de Dispatch op hen werden afgevuurd. Zelfs nadat ze het logboek hadden gebruikt bleven ze doorvechten totdat ze uiteindelijk werden overmeesterd door de Britten.

## De Mexicaanse oorlog
De Revenue-Marine cutters dienden weer onder het commando van de US Navy in de Mexicaans-Amerikaanse Oorlog van 1846-1848. De cutters waren cruciaal voor de amfibische aanvallen in ondiep water.

## De Burgeroorlog
Op 11 april 1861 vuurde de Revenue Cutter Harriet Lane de eerste schoten van het maritieme conflict tijdens de Amerikaanse Burgeroorlog van 1861-1865. De cutter vuurde een schot voor de boeg van het Geconfedeerde stoomschip Nashville, toen die tijdens het bombardement op Fort Sumter de haven van Charleston probeerde binnen te varen.
De Revenue Cutters assisteerden de operaties van de US Navy gedurende de hele oorlog. De Harriet Lane deed mee met een Federaal squadron om de Forten Clark en Hatteras te veroveren die dienden als de basis voor de Geconfedereerden. De USRC E.A. Stevens, een 110 voets ironclad, deed mee in de onsuccesvolle uitvaart op de James River naar Drewry's Bluff samen met de USS Monitor, USS Galena en twee andere kanonneerboten, om de Geconfedereerde hoofdstad in Richmond aan te vallen.
Nadat president Abraham Lincoln op 15 april 1865 was vermoord, kregen de Revenue Cutters de opdracht om alle schepen te doorzoeken naar mogelijke moordenaars die probeerden te ontsnappen.

## De Spaans-Amerikaanse Oorlog
Met de uitbraak van de Spaans-Amerikaanse Oorlog in 1898 zag de Revenue Cutter Service genoeg actie. Een groot aantal Revenue Cutters werden ingezet bij de blokkade van de haven van Havana. Tijdens de Slag in de Baai van Manilla op 1 mei 1898, vocht de Revenue Cutter Hugh McCulloch met de Amerikaanse vloot onder admiraal George Dewey.
Op 11 mei 1898 deed de cutter Hudson mee aan de Slag bij Cárdenas voor de kust van Cuba. Samen met de torpedoboot Winslow vocht de Hudson tegen een Spaanse kanonneerboot en kustbatterijen totdat het op moest geven. Onder extreem zwaar vijandelijk vuur sleepte de Hudson de uitgeschakelde Winslow weg van de strijd en het Congres beloonde de kapitein van de Hudson, Frank Newcomb, daarvoor met een Gouden Medaille voor zijn moed.

## Formatie van de Coast Guard
President Woodrow Wilson tekende op 28 januari 1915 de wet tot oprichting van de Coast Guard. Deze wet voegde de Revenue Cutter Service en de Life-Saving Service samen tot de United States Coast Guard. Gaandeweg groeide de Coast Guard. In 1939 kwam ook de United States Lighthouse Service erbij en in 1942 de Bureau of Navigation en de Steamboat Inspection Service.